# 澳洲麥當勞車隊
澳洲麥當勞車隊（Team McDonalds Downunder）是一隊總部設於澳大利亞的大洋洲洲際單車隊，於2018年成立，至2019年解散。

## 2018年車手名單
|          | 車手            | 出生日期               |
| -------- | --------------- | ---------------------- |
| 澳大利亚 | 麥可·貝特尼     | 1985年11月26日（33歲） |
| 澳大利亚 | 馬修·碧基爾     | 1989年3月15日（29歲）  |
| 澳大利亚 | 基爾·布里治伍   | 1989年2月23日（29歲）  |
| 新西兰   | 丹尼爾·班布里治 | 1995年7月10日（23歲）  |
| 澳大利亚 | 湯馬士·高亞迪斯 | 1992年7月22日（26歲）  |
| 澳大利亚 | 羅斯·費利文     | 1991年10月19日（27歲） |
| 澳大利亚 | 甘馬倫·雷頓     | 1991年9月19日（27歲）  |

|          | 車手          | 出生日期               |
| -------- | ------------- | ---------------------- |
| 新西兰   | 尼克·米拿     | 1991年10月24日（27歲） |
| 臺灣地區 | 彭源堂        | 1993年5月10日（25歲）  |
| 新西兰   | 甘保·比田     | 1999年10月28日（19歲） |
| 新西兰   | 亞歷山大·雷伊 | 1990年10月3日（28歲）  |
| 澳大利亚 | 簡尼·李察士   | 1996年12月1日（22歲）  |
| 澳大利亚 | 祖爾·史特根   | 1981年8月20日（37歲）  |

## 外部連結
- ProCyclingStats頁面